# Palazzo Costantino alla Costigliola
Il Palazzo Costantino è un palazzo monumentale di Napoli ubicato in via San Giuseppe dei Nudi 25.

## Storia e descrizione
L'edificio sorse, come tutti i palazzi dell'espansione verso la collina vomerese, come un aggregato di abitazioni risalenti al XVII secolo ad opera di speculazioni, effettuate dall'architetto Paolo Papa, che consistevano in cinque bassi e sei camere al primo piano. L'architetto Papa lasciò l'abitazione ai propri eredi fino al 1739, quando Francesco Costantino acquisì le case e incaricò all'architetto Nicola Tagliacozzi Canale di restaurare il palazzo. Nel XIX secolo divenne proprietà dei Fernades.
Il palazzo, rispetto alla prima fabbrica, appare con la veste settecentesca conferitagli da Tagliacozzi Canale, che realizzò una meravigliosa scala aperta sullo schema di quella di Palazzo Trabucco; la scala, che appare sullo sfondo del cortile, è impostata come quella del palazzo di piazza Carità, ma differisce da essa per la presenza di archi rampanti che collegano i piani sfalsati della scala più ampi, dando più tono alla struttura stessa. Inoltre è decorata con notevoli decorazioni in stucco simili all'altra scala; sotto la sporgenza di piperno delle tre aperture sono presenti cartigli in stucco, mentre i pilastri hanno una semplice decorazione con fogliame e sui pilastri interni vi sono altri ornamenti in stucco. Particolari sono le cornici con trabeazione curvilinea delle finestre realizzate anch'esse in stucco.

## Scala

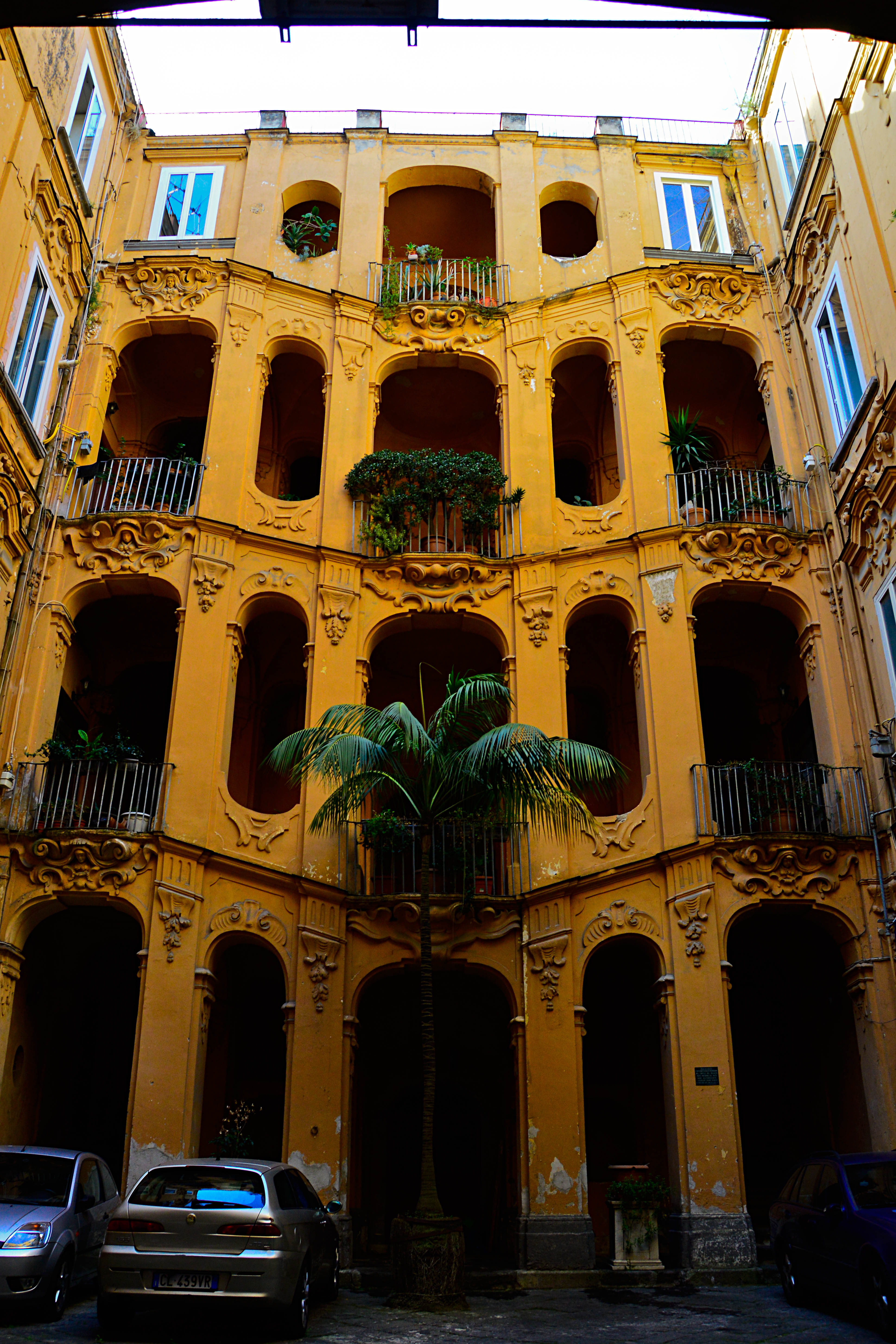
Scala
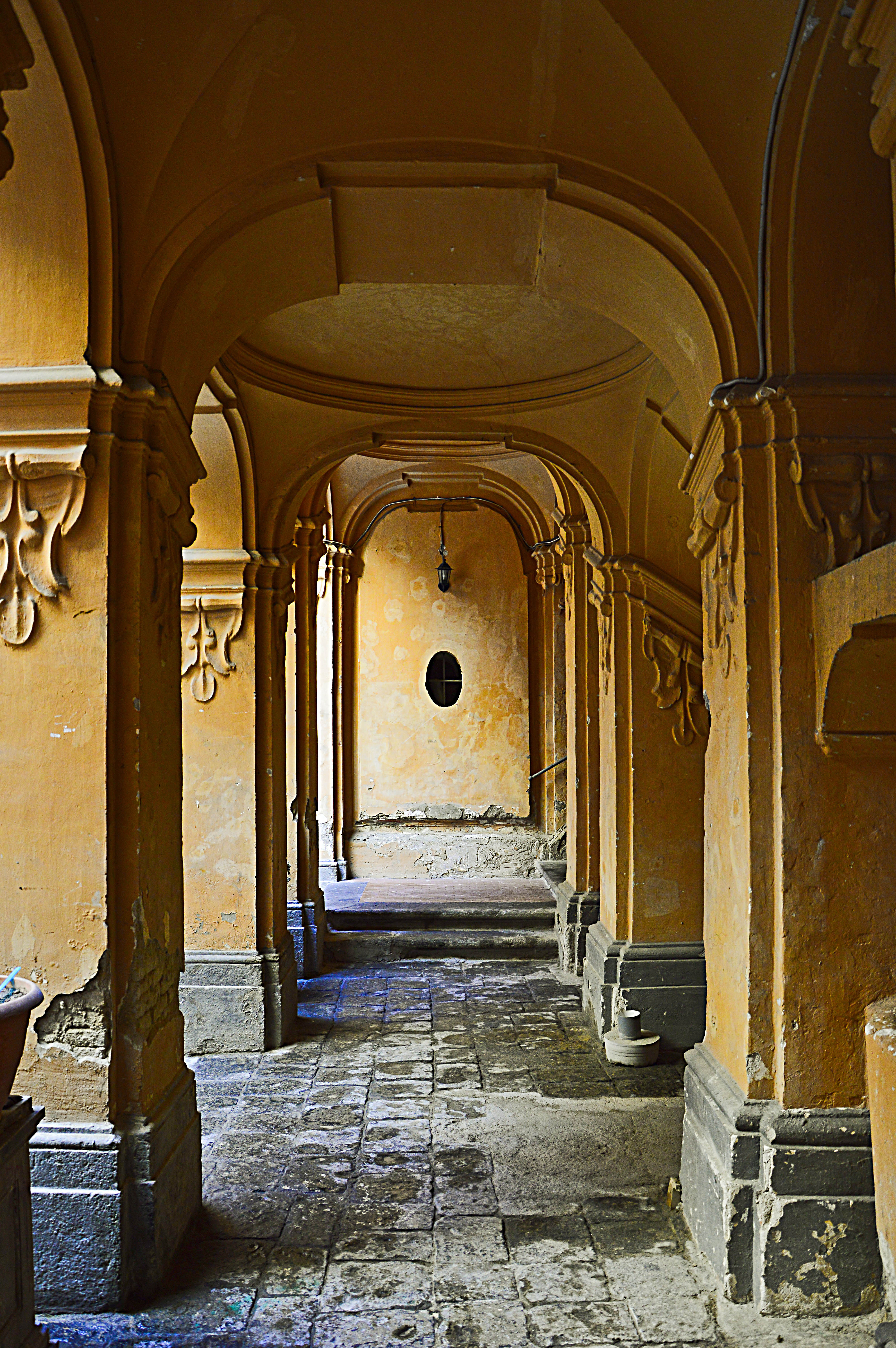
Visuale del piano terra
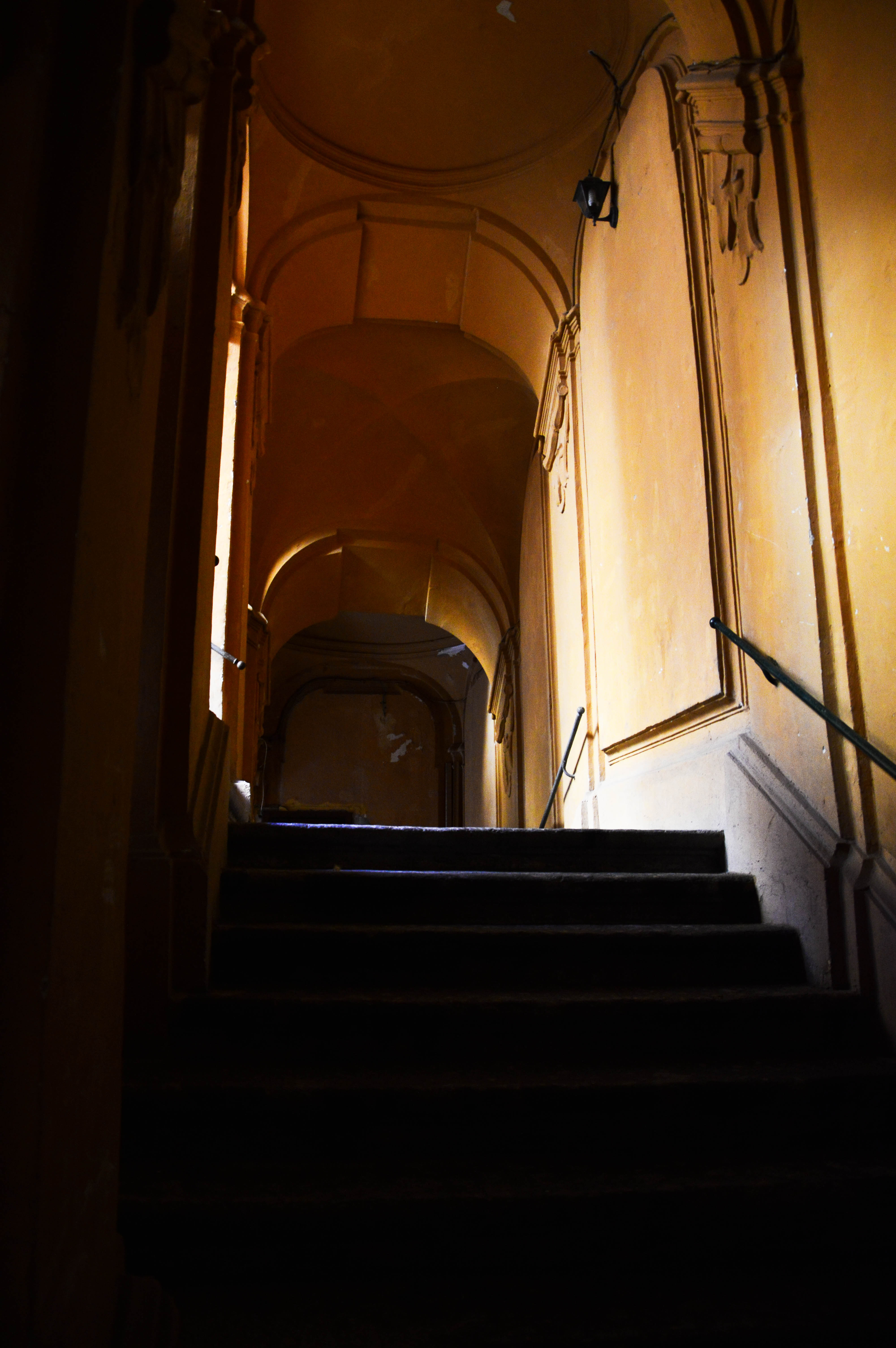
Visuale della rampa posteriore
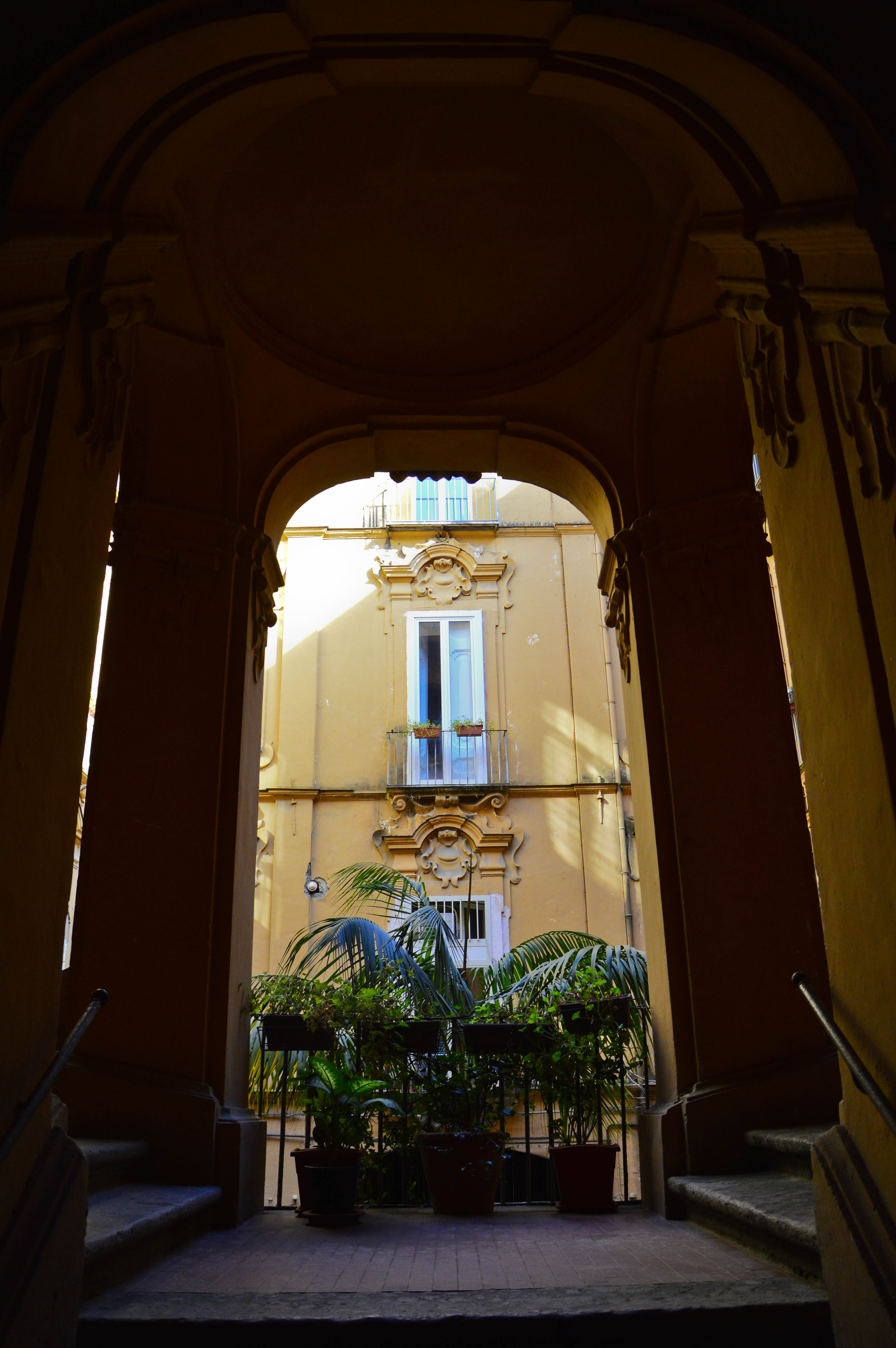
Visuale verso lo smonto del piano nobile